# Орміндо (опера)
«Орміндо» (італ. L'Ormindo) — опера на 3 дії з прологом, яку створив Франческо Каваллі на лібрето Джованні Фаустіні. Музична нотація разом з лібрето зберігається у бібліотеці Марчіана.

## Історія
Вперше оперу було продемонстровано в оперному театрі Teatro San Cassiano 1644 року. Вдруге опера була продемонстрована лише в 1967 році на щорічному оперному фестивалі в Глайндборні. Аранжувальником та диригентом був Джон Леппард. Під його керівництвом в Джульярдській школі відбулася прем'єра опери в 1968 році. Незважаючи на те, що оперу також було продемонстровано в State Opera of South Australia 1980 року, побачити її є рідкістю. Відносно нещодавній показ опери відбувся в лютому 2007 року в оперному театрі міста Піттсбург. Також показ відбувся 2009 року в Сіднеї. Також з'явилася на сцені Sam Wanamaker Playhouse в березні 2014 року. Royal Irish Academy of Music створила першу ірландську версію опери у 2015 році під керівництвом Бена Барнса разом з диригентом Девідом Адамсом.

## Дійові особи
- Опікун (тенор)
- Аміда (тенор)
- Аморе (сопрано)
- Еріче (тенор)
- Ерісбе (сопрано)
- Король Мавретанії (бас)
- Доля (тенор)
- Гармонія (сопрано)
- Удача (меццо-сопрано)
- Меліда (сопрано)
- Мірінда (сопрано)
- Нерілло (меццо-сопрано)
- Орміндо (контратенор)
- Осман (тенор)
- Принцеса Сусу (сопрано)
- Гонець (меццо-сопрано)

## Сюжет
Два принци, Аміда та Орміндо, котрі беруть участь у захисті Мавретанії, закохані в Ерісбу, яка перебуває в нещасливому шлюбі з королем Мавретанії. Принци домовляються залишитися друзями та добиваються серця дівчини. Еріче проводить спіритичний сеанс на якому контактує з нібито наклавшою на себе руки принцесою (покинутою коханкою Аміда), яка засуджує Аміда за його мінливість і стверджує, що вбила себе саме через це. Аміда каїться і усвідомлює, що по-справжньому кохає принцесу. Він шалено радіє, коли дізнається, що вона жива. У той час Ерісбе та Орміндо вирішують тікати до Тунісу, де Орміндо мав захистити батьківщину. Коли король дізнався про їхню зраду, то наказує Османо отруїти зрадників. Мірінда благає Османо не вбивати Ерісбе та Орміндо й замінити отруту на снодійне. Вона обіцяє Османо одружитися з ним, якщо той врятує коханців. Опера закінчується тим, що Орміндо, виявляється, був сином короля Мавретанії. Король пробачає усім все та передає своє королівство в руки сина.